# Runnin’ Off at da Mouth
Runnin’ Off at da Mouth – debiutancki album amerykańskiego rapera Twisty. Został wydany 9 czerwca, 1991 roku pod pseudonimem Tung Twista.

## Lista utworów
1. „Ratatattat” – 3:42
2. „Razzamatazz/Jazzamatazz” – 3:24
3. „No Peace Sign” – 3:48
4. „Nun ah Y’all Can Hang” – 3:55
5. „Mista Tung Twista” (feat. Tyrone Chilifoot) – 4:08
6. „Back 2 School” – 3:37
7. „One Down, 2 2 Go” – 3:21
8. „Frum da Tip of My Tung” – 3:01
9. „Snap Happy” – 3:49
10. „Runnin’ Off At Da Mouth” - 4:18
11. „Say What” - 4:02